# Luigi Cambiaso
Luigi Cambiaso (Rivarolo Ligure, 29 gennaio 1895 – Genova, 25 marzo 1975) è stato un ginnasta italiano.
Vincitore di due medaglie d'oro nella gara di concorso a squadre di Ginnastica. La prima ai Giochi olimpici di Anversa 1920 (squadra composta, oltre da Cambiaso, da Ettore Bellotto, Pietro Bianchi, Fernando Bonatti, Arnaldo Andreoli, Luigi Contessi, Carlo Costigliolo, Luigi Costigliolo, Giuseppe Domenichelli, Roberto Ferrari, Carlo Fregosi, Romualdo Ghiglione, Ambrogio Levati, Francesco Loi, Vittorio Lucchetti, Luigi Maiocco, Ferdinando Mandrini, Lorenzo Mangiante, Antonio Marovelli, Michele Mastromarino, Giuseppe Paris, Manlio Pastorini, Ezio Roselli, Paolo Salvi, Giovanni Tubino, Giorgio Zampori e Angelo Zorzi), la seconda ai Giochi olimpici di Parigi 1924 (con Mario Lertora, Vittorio Lucchetti, Luigi Maiocco, Ferdinando Mandrini, Francesco Martino, Giuseppe Paris e Giorgio Zampori)

## Palmarès
| Anno | Manifestazione  | Sede    | Evento             | Risultato |
| ---- | --------------- | ------- | ------------------ | --------- |
| 1920 | Giochi olimpici | Anversa | Concorso a squadre | Oro       |
| 1924 | Giochi olimpici | Parigi  | Concorso a squadre | Oro       |